# 12708 Van Straten
12708 Van Straten eller 1990 UB4 är en asteroid i huvudbältet som upptäcktes den 16 oktober 1990 av den belgiske astronomen Eric W. Elst vid La Silla-observatoriet. Den är uppkallad efter Henri Van Straten.
Asteroiden har en diameter på ungefär 5 kilometer.